# 日向市立大王谷学園
日向市立大王谷学園（ひゅうがしりつだいおうだにがくえん）は、宮崎県日向市大王町にある公立の小中一貫校（併設型）。2008年度（平成20年度）に開校した。
日向市立学校設置条例上の正式名称は、「大王谷小学校」「大王谷中学校」である。

## 概要
「大王谷開発」などの土地区画整理事業により、通学区域内の人口が増加したため、それぞれ開校した。
2008年度からは、併設型による小中一貫校となった。
- 児童生徒数 - 945名（2022年度）
  - 初等部 - 632名
  - 中等部 - 313名

## 沿革

### 大王谷小学校
- 1972年12月13日 - 学校名が公募により「大王谷小学校」に決定[3]。
- 1973年4月1日 - 開校。
  - 2年生以上の児童は日向市立日知屋小学校と日向市立富高小学校から編入した[4]。

### 大王谷中学校
- 1984年4月1日 - 開校[5]。
  - 2年生以上の生徒は日向市立富島中学校と日向市立日向中学校から編入した。

### 大王谷学園
- 2007年4月1日 - 渡り廊下「学びのかけ橋」が完成[6]。
- 2008年4月1日 - 併設型小中一貫校 「大王谷小中学校」として開校[7]。
- 2009年4月1日 - 現在の愛称に変更。

## 通学区域
大王谷学園の通学区域には以下の区域が指定されている。
- 梶木、梶木町
- 亀崎1丁目および2丁目の一部、3丁目および4丁目の全部
- 亀崎中
- 亀崎西
- 亀崎東
- 亀崎南
- 庄手
- 大王谷、大王町
- 鶴町2丁目および3丁目の一部
- 幡浦
- 日向台
- 不動寺
- 向江町1丁目の一部、2丁目の全部

## アクセス
- 鉄道：JR日豊本線 日向市駅下車、徒歩約25分
- バス：ぷらっとバス 北2コース、「亀崎東3丁目」（初等部）・「大王谷中学校」（中等部）下車